# Бандович, Любомир
Любомир Бандович (серб. Љубомир Бандовић; род. 8 июля 1976, Иванград, СР Черногория, СФРЮ) — сербский актёр, артист Югославского драматического театра.

## Ранние годы
Любомир Бандович родился 8 июля 1976 года в Иванграде (сейчас — Беране), в социалистической Югославии. Изучал актёрское мастерство в Университете искусств в Белграде. С 2000 года начал выступать в театре.

## Награды и номинации
Получил престижную сербскую премию Наиса за одну из центральных ролей в фильме «Враг» (2011).

## Личная жизнь
Супруга — художница Татьяна Бандович.

## Избранная фильмография
| Год       |   | Русское название             | Оригинальное название       | Роль                                    |
| --------- | - | ---------------------------- | --------------------------- | --------------------------------------- |
| 2008      | ф | Любовь и другие преступления | Љубав и други злочини       | Никола                                  |
| 2009      | ф | Святой Георгий убивает змия  | Свети Георгије убива аждаху | Бача (Дядя)                             |
| 2010      | ф | Женщина с разбитым носом     | Жена са сломљеним носем     | таксист Райко                           |
| 2011      | ф | Враг                         | Непријатељ                  | Сировина, солдат-пулемётчик             |
| 2012      | ф | Смерть человека на Балканах  | Смрт човека на Балкану      | полицейский #1                          |
| 2012—2017 | с | Военная академия             | Војна академија             | капитан (впоследствии майор) Илья Жарач |
| 2014      | ф | Я защищал «Молодую Боснию»   | Бранио сам Младу Босну      | Мурат, сержант-босниец                  |
| 2014—2015 | с | Балбес, Баламут и Ботаник    | Луд, збуњен, нормалан       | Милан Чмар (сводный брат Чомбе)         |
| 2015      | с | Последние пантеры            | The Last Panthers           | босниец Ямездин                         |
| 2020      | ф | Отец                         | Oтац                        | служащий в министерстве                 |
| 2020      | ф | Отель «Белград»              | Отель «Белград»             | Душан, криминальный авторитет           |